# Jüdisches Leben in Hohenems

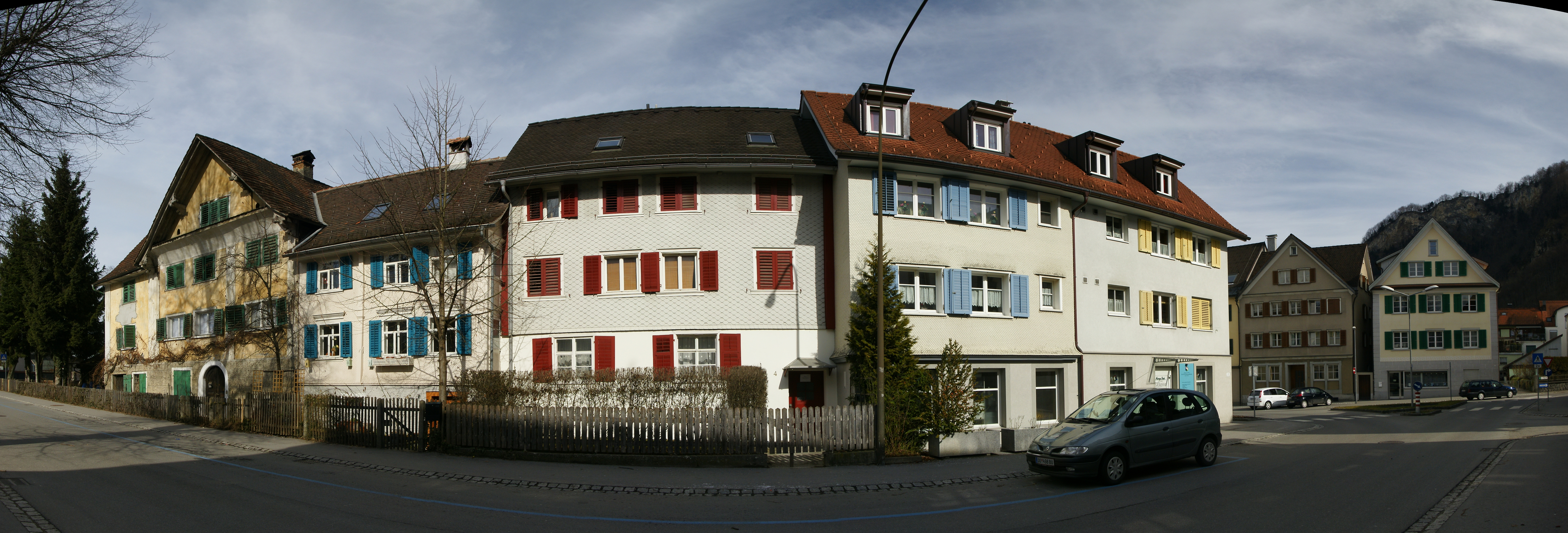
Häuserreihe im jüdischen Viertel an der Jakob-Hannibal-Straße

Jüdisches Leben in Hohenems hatte 1617 mit der Ansiedlung der ersten Juden durch die örtliche Reichsgrafenfamilie seinen Anfang und endete 1942 mit der Deportation der letzten Jüdin aus Hohenems ins Konzentrationslager Theresienstadt. Noch heute sind viele Spuren der jüdischen Geschichte in der Stadt vorhanden. Zum Beispiel der noch benutzte Friedhof im Süden, die ehemalige Synagoge, die ehemalige jüdische Schule, das ehemalige Versorgungsheim für die Alten und Armen der jüdischen Gemeinde sowie zahlreiche Bürgerhäuser und Fabrikantenvillen.
Bereits 1905 hat der Hohenemser Rabbiner Aron Tänzer mit seiner umfangreichen Geschichte der Juden in Hohenems die Basis für eine Erforschung dieser Geschichte gelegt. Inzwischen sind zur Jüdischen Geschichte von Hohenems, zu Antisemitismus und Zeit des Nationalsozialismus in Vorarlberg oder zur Frage des Umgangs mit dem ehemaligen jüdischen Viertel in Hohenems zahlreiche Publikationen und ein Video-Film erschienen, die unter anderem im Jüdischen Museum Hohenems erhältlich sind.

## Geschichte
1617 legte ein Schutzbrief des Reichsgrafen Kaspar von Hohenems die rechtliche Grundlage für die Ansiedelung von jüdischen Familien und den Aufbau einer jüdischen Gemeinde. Der Reichsgraf erhoffte sich dadurch wirtschaftliche Impulse für seinen Markt. Im 17. Jahrhundert kam es zu Vertreibungen, nachdem aber den jüdischen Familien die Rückkehr gestattet wurde, florierte die jüdische Gemeinde. Es erfolgten der Bau einer Synagoge, eines Ritualbads (Mikwe), eines Armenheims und ein jüdischer Friedhof wurde angelegt.

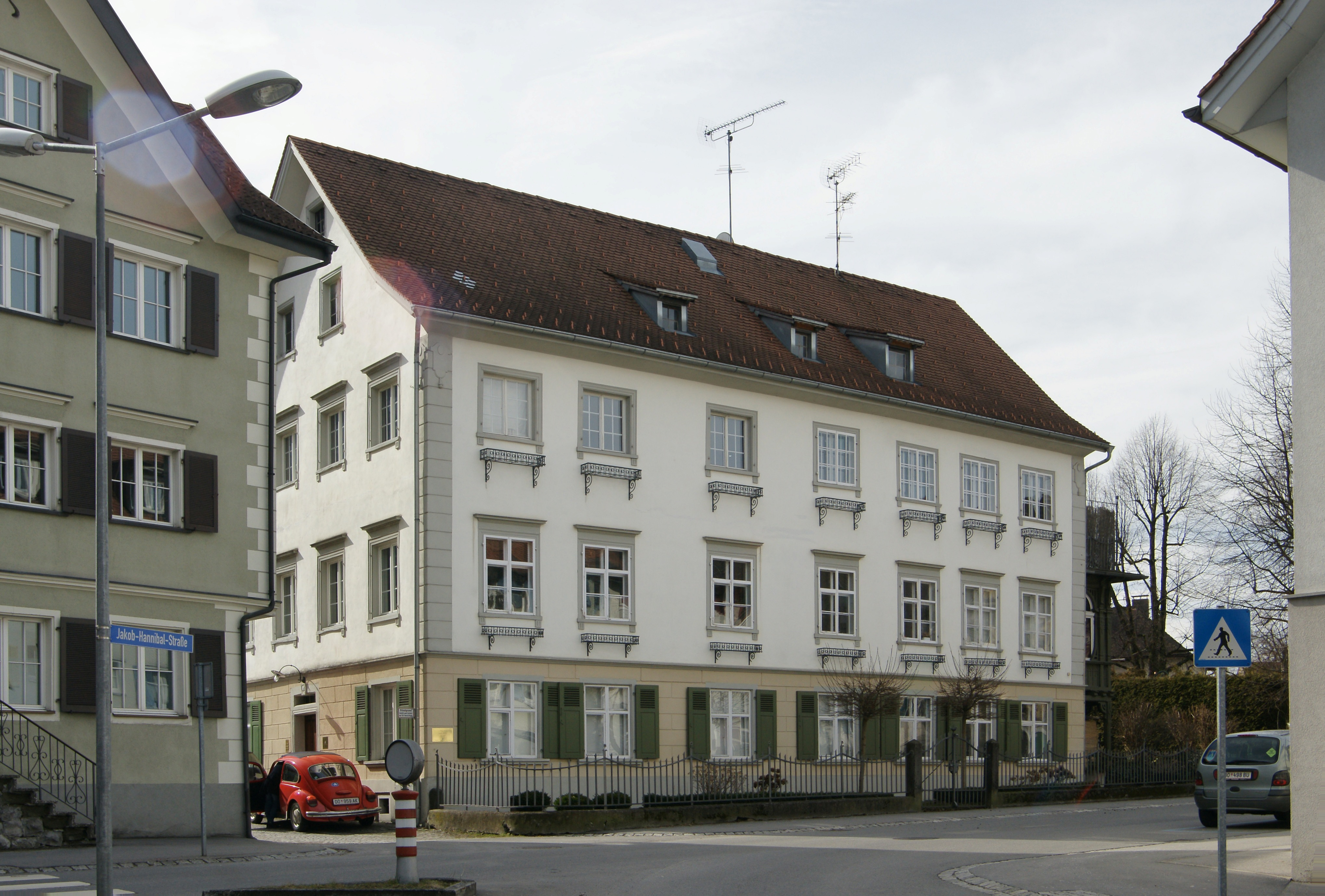
Kitzinger Haus

1797 gründete der aus Augsburg stammende Herz Jakob Kitzinger das erste Kaffeehaus Vorarlbergs. Das „Kaffeehaus Kitzinger“ war bald Treffpunkt für die verschiedensten israelitischen Geselligkeitsvereine. So gründeten jüdische Bürger 1813 in diesem Haus die Lesegesellschaft. Bis in die erste Hälfte des 19. Jahrhunderts wuchs die Gemeinde kontinuierlich, den Höhepunkt erreichte die Zahl der jüdischen Einwohner 1862 mit 564. Die Staatsgrundgesetze von 1867 und die damit verbundene freie Wahl des Wohnorts für Juden führten dann zu einer starken Abwanderung in umliegende Städte, sodass 1890 nur noch 118 Juden in der Stadt lebten.
1935 zählte die jüdische Gemeinde 35 Mitglieder. 1938 nach dem Anschluss Österreichs wurde jüdisches Eigentum durch die Gemeinde Hohenems arisiert. Dem folgten die Zwangsauflösung der Kultusgemeinde 1940 und die Deportation verbliebener Gemeindemitglieder in Konzentrations- und Vernichtungslager. Als letzte Jüdin wurde Frieda Nagelberg am 25. Februar 1942 aus dem Gebiet Vorarlberg deportiert. Nach Kriegsende 1945 wurden vorübergehend jüdische DPs angesiedelt. Von den ehemaligen Gemeindemitgliedern kehrte niemand zurück.

## Jüdisches Viertel
Das jüdische Viertel in Hohenems gilt weit über Vorarlberg hinaus als eines der wenigen so lückenlos erhalten gebliebenen Ensembles mit jüdischer Geschichte. Im Jahr 1996 erfolgte dementsprechend die Unterschutzstellung der wesentlichsten Teile des Jüdischen Viertels durch das Bundesdenkmalamt.
Zusammen mit der ehemaligen Christengasse (heute Marktstraße) bildet das ehemalige jüdische Viertel den urbanen Kern von Hohenems. Der historische Baubestand des Stadtzentrums ist ein kulturhistorisches Zeugnis für die jahrhundertelange Koexistenz von zwei Traditionsgemeinschaften – der christlichen und der jüdischen – in diesem Ort.
Der heutige Baubestand des jüdischen Viertels geht auf das ausgehende 18. und das 19. Jahrhundert zurück. Erhalten sind – neben den Wohnhäusern der jüdischen Familien – auch noch alle Gebäude, die ehemals religiösen oder sozialen Gemeindefunktionen dienten: die Synagoge, die Mikwe (Ritualbad), das Schulhaus sowie das Armen und Altenhaus.
Das jüdische Viertel spiegelt die soziale Situation der jüdischen Hohenemser. Sie waren für Handel und Geldverleih zuständig: städtische Funktionen, die sie in den ländlichen Gebieten ausübten. Für diese Aufgaben hatte Graf Kaspar die Juden in seine Grafschaft geholt. Sie waren bürgerlich orientiert und unterstützten die Entwicklung einer bürgerlichen Gesellschaft, die mit der Industriellen Revolution ab der Mitte des 18. Jahrhunderts städtische Lebensformen auch auf dem Land etablierte.

### Architektur und Wohnverhältnisse

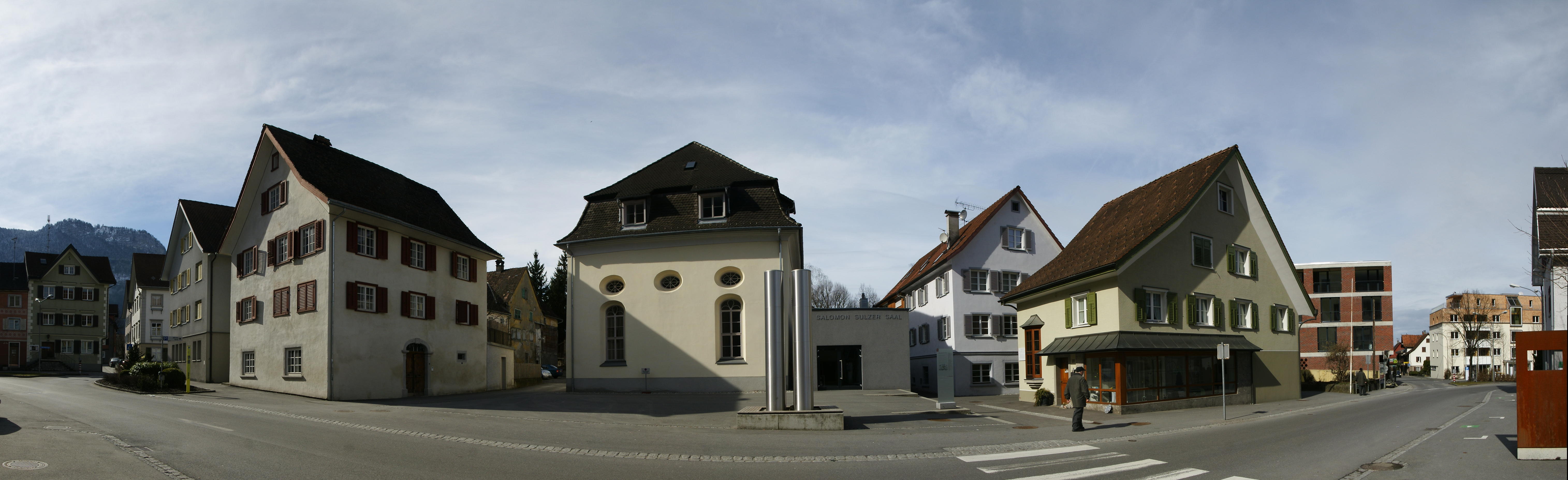
Häuserreihe im jüdischen Viertel von Hohenems

Der Platz vor der ehemaligen Synagoge im Zentrum des Jüdischen Viertels wird auf einer Seite von mächtigen städtischen Bürgerhäusern umrahmt, die Ende des ausgehenden 18. Jahrhunderts erbaut worden sind. Um die ehemalige Synagoge selbst stehen bis heute die vielen kleinen und auch weniger repräsentativ ausgestatteten Wohnhäuser der jüdischen Handwerker und Hausierer. Die architektonisch herausragenden Gebäude des Viertels bilden die drei im klassizistischen Stil errichteten Villen der jüdischen Fabrikantenfamilie Rosenthal, die zwischen 1848 und 1889 erbaut worden sind. Schon im 19. Jahrhundert zogen christliche Familien in ehemalige jüdische Häuser, wie auch in der vormaligen Christengasse ab spätestens 1810 jüdische Familien in „Christenhäusern“ wohnten. In vielen Gebäuden lebten jahrzehntelang christliche und jüdische Familien unter einem Dach.
Ab der zweiten Hälfte des 19. Jahrhunderts wanderten viele Mitglieder der jüdischen Gemeinde aus Hohenems in die wirtschaftlichen Zentren der nahegelegenen Schweiz, die Städte der k.u.k. Donaumonarchie oder nach Übersee aus. 1938 waren nur mehr wenige Häuser des jüdischen Viertels in jüdischem Besitz. Die öffentlichen Gebäude wurden von der NS-Gemeindeverwaltung beschlagnahmt und nach 1945 wieder rückgestellt. Nach 1945 konnte sich kein jüdisches Gemeindeleben mehr in Hohenems etablieren.

## Exemplarische Biografien

### Salomon Sulzer
Salomon Sulzer (1804–1890) wurde 1804 in Hohenems geboren.
Nach Studienaufenthalten in Karlsruhe und Frankreich erhielt der erst Sechzehnjährige die Kantorenstelle an der Hohenemser Synagoge übertragen. 1826 wurde Sulzer an den im Jahr zuvor neu errichteten Wiener Stadttempel als Kantor berufen, wo er gemeinsam mit Prediger Isaak Noah Mannheimer den „Wiener Ritus“ begründete – eine gemäßigte Art der Reform, die sowohl von Erneuerern als auch von Traditionalisten angenommen wurde.
Sulzer galt bald auch außerhalb des Wiener Judentums als markante Persönlichkeit. Salomon Sulzers wunderbarer Bariton war weit über die Stadtgrenzen bekannt. Zu seinen begeisterten Bewunderern und Freunden zählten die Komponisten Franz Schubert, Franz Liszt, Giacomo Meyerbeer, Robert Schumann und Niccolò Paganini, die des Öfteren den Wiener Stadttempel besuchten, um Sulzer zu hören.
Das kompositorische Hauptwerk Sulzers, das auch seinen Ruf als Reformator des Synagogengesangs begründete, ist das in zwei Teilen erschienene Schir Zion (Gesang Zions) mit zum überwiegenden Teil selbst komponierten Werken für den gottesdienstlichen Gebrauch. Die neuen Kompositionen wurden zum ersten Mal mit vierstimmiger Chorbegleitung geschrieben und beeinflussten den Gebetsstil in vielen Synagogen.
Er verfasste die beiden Bände von Schir Zion, in dem alle Gebete des Jahres gesammelt sind. Diese prägt den Synagogengesang bis in die heutige Zeit. Daneben war Sulzer als Komponist weltlicher Lieder tätig: Neben Revolutionsliedern vertonte er unter anderem Gedichte von Goethe. Sulzer starb im Jahre 1890 und wurde in Wien begraben. Seine synagogale Musik umrahmt auch heute noch die Gottesdienste am Wiener Stadttempel, und im angelsächsischen Sprachraum gehört sie zum festen Repertoire zahlreicher Synagogen.

## Synagoge

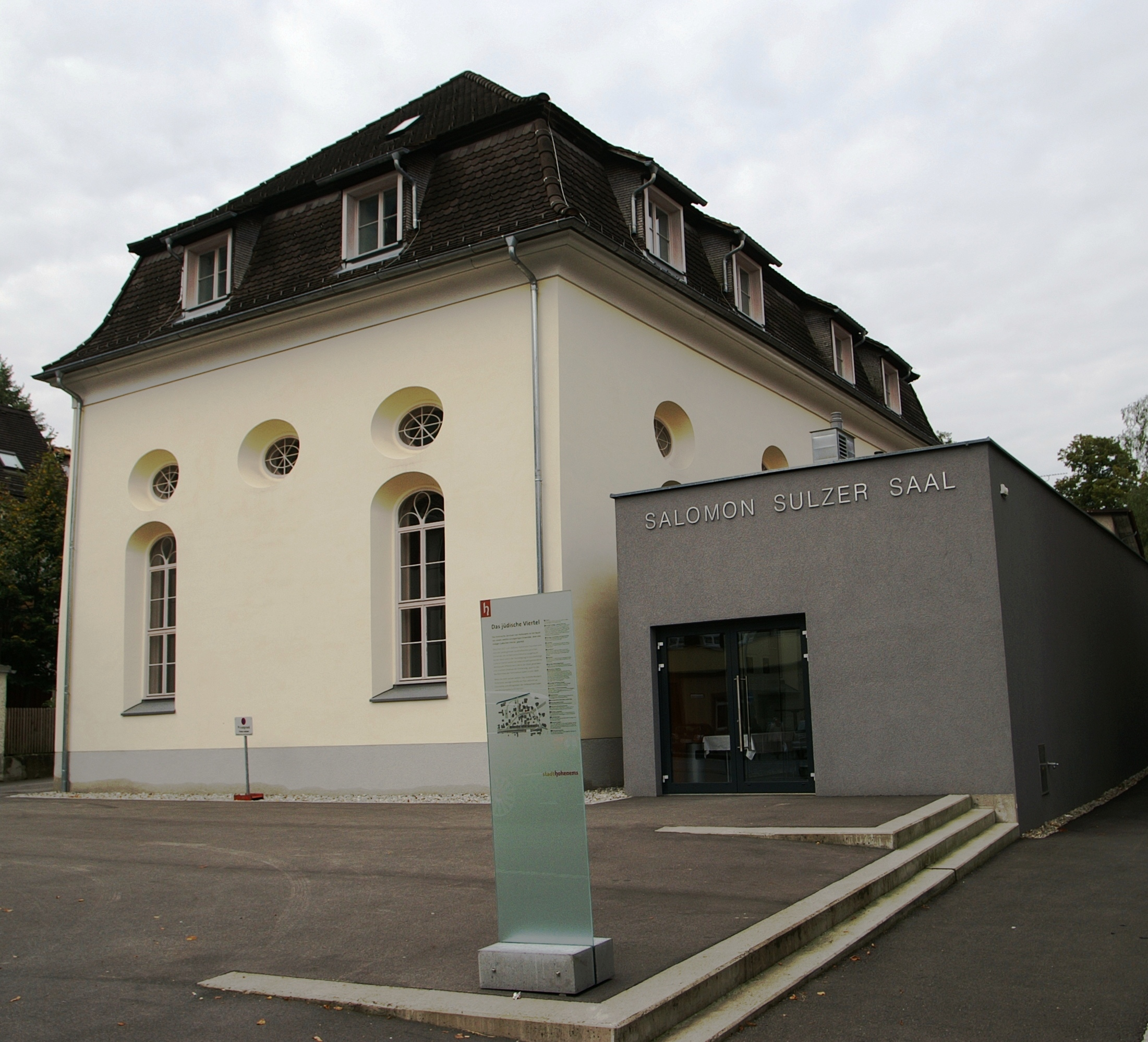
Die ehemalige Synagoge, der heutige Salomon-Sulzer-Saal

### Ehemalige Synagoge in Hohenems
Die 1771/1772 nach Plänen des Bregenzerwälder Barockbaumeisters Peter Bein erbaute Synagoge, die 1954/1955 in ein Feuerwehrhaus umgebaut wurde, nimmt eine zentrale Stellung innerhalb des Jüdischen Viertels in Hohenems und in der Diskussion um den Umgang mit dieser Geschichte ein. Der imposante tonnengewölbte Saalbau stellte ein frühes und in weitem Umkreis einzigartiges Beispiel für eine spätbarock-klassizistische Landsynagoge dar.
Die Einrichtung im Inneren entsprach den allgemeinen Richtlinien für Synagogen zu dieser Zeit, wies aber eine Besonderheit auf: Die Deckengemälde waren nicht wie in Synagogen üblich ornamental-abstrakte Malereien, etwa ein blauer Sternenhimmel, sondern figurative Darstellungen. Themen waren die Schöpfung des Lichtes (über dem Vorbeterpult im Osten), in der Mitte die Offenbarung am Berg Sinai und ein Wolkenmeer mit zuckenden Blitzen. An den Nord- und Südwänden befanden sich fünf Medaillons mit Darstellungen aus dem Synagogenkultus.
Ein erster Umbau der Synagoge erfolgte zwischen 1863 und 1867 nach Plänen des Schweizer Architekten Felix Wilhelm Kubly. Die Veränderungen umfassten die Errichtung eines neuen Heiligen Schreines und einer Kanzel, neue Sitze für den Rabbiner, den Kantor und den Gemeindediener, außerdem die Verlegung des Vorlesepults von der Raummitte auf ein Podest vor dem Thoraschrein. Für den Chor und das von Salomon Sulzer gestiftete Harmonium wurde eine neue Galerie eingebaut.

### Beschlagnahmung und Zerstörung
Zwar blieb die Synagoge in der Reichspogromnacht des 9. November 1938 vor Übergriffen verschont, aber nach der Zwangsauflösung der Jüdischen Gemeinde gelang der Gemeinde Hohenems im September 1940 die lange betriebene Übernahme des Gebäudes. Die Pläne zum Umbau der Synagoge wurden während der Zeit des Nationalsozialismus nicht ausgeführt. Bereits am 17. November 1938 waren allerdings die Ritualgegenstände in der Synagoge beschlagnahmt worden. Eine detaillierte Inventarliste gibt Auskunft über die seither verschwundenen Objekte.
Nach Kriegsende wurden 1945 jüdische Displaced Persons (DPs) vorübergehend untergebracht, was seitens der einheimischen Bevölkerung zu Beschwerden führte, die sich über Lärmbelästigungen an jüdischen Feiertagen beklagte. Nach der Rückstellung des Gebäudes durch die französische Verwaltung in den Nachkriegsjahren beschloss die Gemeinde Hohenems in den 1950er Jahren, das ehemalige Synagogengebäude von der Kultusgemeinde Innsbruck anzukaufen und in ein Feuerwehrhaus umzubauen. Mit diesem Umbau 1954/1955 wurden schließlich alle Elemente zerstört, die an die Funktion des Gebäudes als Synagoge erinnert hatten. Der frühere Betraum wurde in zwei Geschoße unterteilt. Die Deckengemälde und Gewölbeteile wurden ebenso entfernt wie alle sakralen Elemente der Außenfassade. Die Rundbogenfenster und die darüber liegenden ovalen Fenster wurden durch eckige ersetzt. Drei Garagentore dominierten die Ostfassade, an der einst eine Apsis auf den Thoraschrein im Inneren hingewiesen hat. Statt des Glockenturms wurde ein Schlauchturm eingebaut. Bis 2001 wurde das Gebäude als Feuerwehrhaus genutzt.

### Rekonstruktion und neue Perspektiven
50 Jahre nach dem Umbau in ein Feuerwehrhaus wurde an der Hohenemser Synagoge eine neue Art des Umgangs mit der Geschichte sichtbar. Nach dem Auszug der Feuerwehr wurde das Gebäude unter der Leitung der Architekten Ada und Reinhard Rinderer einer umfassenden Teilrekonstruktion  unterzogen, die alte Fensterordnung mit ihren hohen Bögen und Ochsenaugen, die Kubatur des Betraums und die ehemalige Frauen-, später Chorgalerie wiederhergestellt. Seit 2004 dient das Gebäude nun als Sitz der Musikschule „tonart“. Der Saal wird seit Mai 2006 als „Salomon-Sulzer-Saal“ für kulturelle und andere Veranstaltungen genutzt, im Bewusstsein seiner Geschichte und als Ort interkultureller Begegnung.